# Maarten de Niet

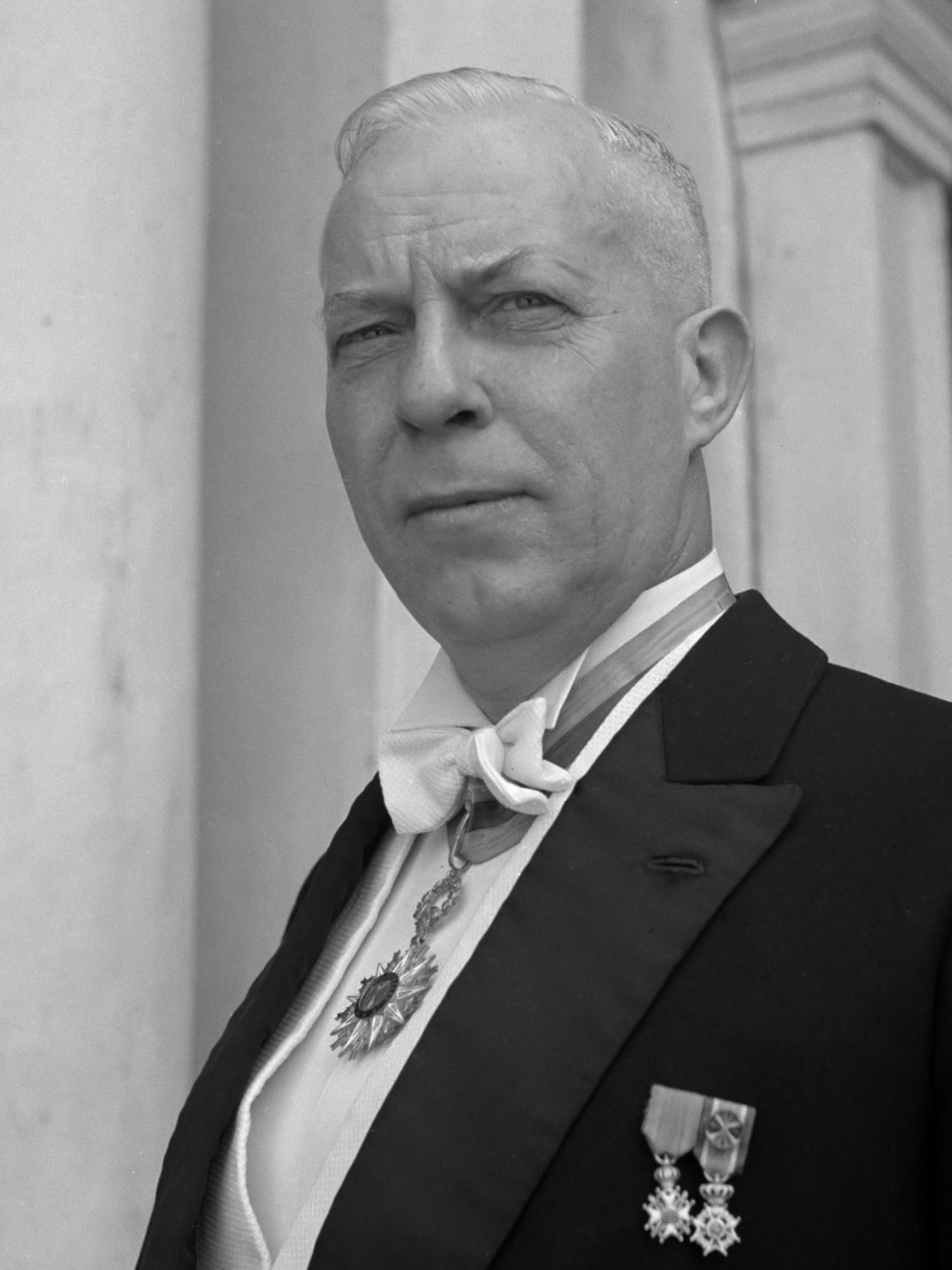
Maarten de Niet (1947)

Maarten de Niet (Scheveningen, 22 december 1893 – aldaar, 14 juni 1973) was een Nederlands jurist en bestuurder in Suriname.
De Niet werd geboren als zoon van een arts. Zelf studeerde hij rechten. Hij trouwde in december 1925 en eind september 1926 vertrok het paar naar Suriname waar hij benoemd werd tot advocaat-generaal bij het Hof van Justitie in Paramaribo. Vanaf februari 1929 nam hij korte tijd de functie van procureur-generaal waar bij dat hof. In april 1933 werd door een gouvernementsbesluit een commissie voor de rijpere jeugd ingesteld waarvan De Niet de voorzitter werd.
Begin juli 1935 werd De Niet benoemd tot procureur-generaal en in mei 1939 werd hij lid van de Raad van Bestuur van Suriname. Als gevolg van de staatsregeling werd deze raad later hernoemd tot de Raad van Advies waarvan De Niet vicevoorzitter werd. Net als bij de Raad van Bestuur was de gouverneur van Suriname automatisch de voorzitter van de Raad van Advies.
Gedurende drie periodes was De Niet waarnemend gouverneur van Suriname:
- tijdens het verlof van gouverneur J.C. Brons in 1945/1946
- tussen het vertrek van J.C. Brons en de komst van zijn opvolger gouverneur W. Huender in 1948
- tussen het vertrek van W. Huender en de komst van zijn opvolger gouverneur J. Klaasesz in 1949

Na de Tweede Wereldoorlog werden er drie commissies ingesteld ter voorbereiding van de in de rede van 7 december 1942 door koningin Wilhelmina aangekondigde Rijksconferentie over de toekomstige verhouding tussen Curaçao (huidige Nederlandse Antillen en Aruba) en Suriname enerzijds, en Nederland anderzijds. Deze commissies werden voorgezeten door
- dr. W.C. de la Try Ellis voor Curaçao (ondervoorzitter van de Raad van Advies aldaar)
- mr. W.H. van Helsdingen voor Nederland
- mr. M. de Niet voor Suriname

Het was de taak van de Commissie De Niet om in kaart te brengen wat de wensen en verlangens van Suriname waren met betrekking tot de relatie met de andere delen van het koninkrijk en een eventuele autonomie. Begin 1948 vond in Den Haag een Ronde Tafelconferentie (RTC) plaats waarbij Suriname vertegenwoordigd werd door onder andere Jan Buiskool en Raymond Henri Pos. Na nog veel meer overleg volgde ruim zes jaar later het Statuut voor het Koninkrijk der Nederlanden.
In 1957 maakte de Surinaamse minister onderwijs en volksontwikkeling J. Volkerts bekend dat er begonnen zou worden aan een Surinaamse encyclopedie onder leiding van R.A.J. van Lier en M. de Niet.